# Fernanda Ralston Semler
Fernanda Ralston ( São Paulo, 1977), é uma empresária brasileira idealizadora e fundadora do movimento Pós Luxo, que visa mostrar novos ângulos e formas de se fazer luxo através de filtros. Sócia-proprietária do Botanique Hotel & SPA e conselheira da Fundação Ralston-Semler, que é mantenedora das escolas Lumiar, eleitas como uma das 12 escolas mais inovadoras do Mundo, de acordo com pesquisa conjunta entre a UNESCO, Stanford University e Microsoft.

## Histórico
Fernanda iniciou carreira no mundo da moda com o próprio Gianni Versace e passou quase uma década entre a Europa e os Estados Unidos, trabalhando em organizações como a EuroFashion TV.
Ao voltar ao Brasil, ficou à frente de eventos de grande porte, como um realizado na Praia de Boa Viagem para quase meio milhão de pessoas. Seguiu também organizando eventos para grandes empresas e corporações. Num destes eventos, o DNA Brasil que aconteceu em Campos do Jordão, região onde ela e a família têm larga história – seu tataravô ajudou a levar a estrada de ferro para lá nos anos 20 – entrou em contato pela primeira vez com a ideia e o conceito, ainda no papel, do Botanique, hotel que assumiria, tanto na longa fase de conceitualização, construção e complexas curadorias, quanto na sua gestão. 
À frente do Botanique desde o início do projeto, ela usou toda a sua expertise para desenhar, conceituar e criar algo completamente novo e fora dos padrões da hotelaria convencional.
Quando imaginou o desafio de criar o Botanique e apresentar algo totalmente diferenciado no segmento de luxo, acabou por criar o conceito do Après Luxe (em 2003) através de um filtro de 5 itens, ou como acabou sendo bastante conhecido e disseminado, o conceito do Pós-Luxo. 
Em sua visão, Après-Luxe não é über, não é acima, mas algo que vem depois do luxo, algo que acontece assim que as pessoas de posses, vão descobrindo que uma grife, um esbanjo e um carimbo de opulência não satisfazem tanto quanto se achava.  Neste novo universo que ela abriu e pretende cada vez mais descortinar, em forma de curadoria, para esses novos consumidores, cada luxo tem uma razão de ser, é atemporal, inovador, tem uma interação verdadeira com sustentabilidade e preocupação social e, especialmente, dentro de um valor de venda – qualquer que seja – que seja claramente justificado. Se trata do luxo, do caro com razão de ser.
Ainda em 2017 prepara-se para iniciar a construção do Botanique Community e Vila dos Mellos, um vilarejo inteligente, com um conceito totalmente sustentável, de construção limpa, moderna imersa no campo. Se trata de um case de um vilarejo inteligente com convivência e coabitação entre diferentes classes sociais. Durante estes anos Fernanda pregou sempre que a ideia de implantação de condomínios no Brasil estava obsoleta e que existe uma maneira mais sustentável e inteligente de se morar.
Seus negócios também transpõem o luxo ou hospitalidade. Presidente do Conselho da Fundação Ralston-Semler que detém as escolas Lumiar e que apresenta desde 2002 um método inovador e pensado do zero em educar, avaliar e preparar as crianças para o mundo. A Lumiar hoje é constituída por 6 escolas (sendo 2 públicas e uma na Holanda). Se trata da primeira escola brasileira que tem seu método validado e exportado para a Europa e que foi eleita como uma das 12 escolas mais inovadoras do mundo de acordo com uma pesquisa conjunta entre a UNESCO, Stanford University e Microsoft.
Em 2021, Fernanda vende o Botanique e se muda para San Diego, na Califórnia, onde mais tarde, em meados de 2024 lança uma plataforma de tradução de conhecimento em filmes de arte, chamada I am Creation.